# Alejandro Petión
Alejandro Petión es una localidad argentina del partido de Cañuelas, en la provincia de Buenos Aires.

## Geografía

### Población
Cuenta con 2,759 habitantes (Indec, 2010), lo que representa un descenso del 4% frente a los 2,874 habitantes (Indec, 2001) del censo anterior.
| Gráfica de evolución demográfica de Alejandro Petión entre 1991 y 2010 |
|                                                                        |
| Fuente: Censos nacionales del INDEC                                    |

### Sismicidad
La región responde a la «subfalla del río Paraná», y a la «subfalla del río de la Plata», con sismicidad baja; y su última expresión se produjo el 5 de junio de 1888 (136 años), a las 3.20 UTC-3, con una magnitud aproximadamente de 5,0 en la escala de Richter (terremoto del Río de la Plata de 1888).
La Defensa Civil municipal debe advertir sobre escuchar y obedecer acerca de
Área de
- Tormentas severas periódicas
- Baja sismicidad, con silencio sísmico de 136 años